# Francesco Pastonchi

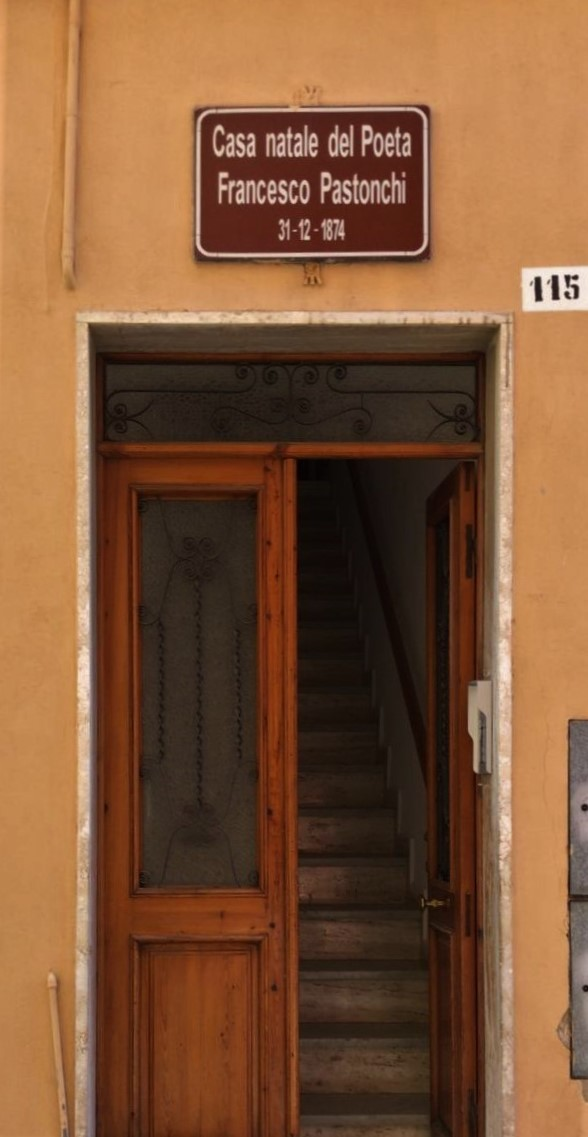
La targa posta sulla casa natale del poeta in via Nino Bixio

Francesco Pastonchi (Riva Ligure, 31 dicembre 1874 – Torino, 29 dicembre 1953) è stato un poeta e critico letterario italiano.

## Biografia
Nato da padre toscano e madre ligure trasferiti negli anni Ottanta a Torino, Pastonchi vi frequentò l'università, studiando sotto Arturo Graf. Pubblicò le prime poesie sul periodico il Venerdì della contessa, sulla Gazzetta Letteraria e sul quotidiano la Gazzetta del Popolo. Dal 1898 al 1902 collaborò a La Stampa.
Nel giugno 1903, insieme con Domenico Chiattone e Leonardo Bistolfi, fondò il periodico di storia, arte e letteratura Il Piemonte. Lasciata questa rivista, fondò il settimanale letterario Il Campo, uscito a Torino dal 20 novembre 1904 al 31 dicembre 1905. Costante fu invece la sua collaborazione, durata dal 1902 alla morte, con il Corriere della Sera.
Aderì al fascismo e nel 1935 fu nominato, «per chiara fama», professore di lingua e letteratura italiana nell'Università di Torino, succedendo a Vittorio Cian, e dal 16 giugno 1939 fu membro dell'Accademia d'Italia.

### Opere principali
- Saffiche (1892)
- Italiche (1903)
- Belfonte (1903)
- Fiamma, tragedia in quattro atti, in collaborazione con Giannino Antona Traversi (1911)
- Il campo di grano (1916)
- Il randagio (1921)
- Versetti (1930)
- Simma (1935)
- Rime dell'amicizia (1943)
- Ponti sul tempo (1947)
- Endecasillabi (1949)

### Studi
- G. Ravegnani, I contemporanei, 2, Modena 1936
- C. Calcaterra, Con Guido Gozzano e altri poeti, Bologna 1944
- E. Cecchi, Corriere della Sera, 30 dicembre 1953
- C. Carena, F. Contorbia, M. Guglielminetti, Ricordo di Francesco Pastonchi (1874-1953). Atti del Convegno di S. Maria Maggiore, 13 settembre 1997, Novara 1997 ISBN 8882121275
- F. Colt, Francesco Pastonchi: l'eleganza, l'erudizione, la poesia, in Sanremesità, Volti e risvolti della cultura locale, Philobiblon, Ventimiglia 2013 ISBN 9788888591650